# Łukta (gemeente)
De gemeente Łukta is een landgemeente in het Poolse woiwodschap Ermland-Mazurië, in powiat Ostródzki.
De zetel van de gemeente is in Łukta.
Op 30 juni 2004 telde de gemeente 4444 inwoners.

## Oppervlakte gegevens
In 2002 bedroeg de totale oppervlakte van gemeente Łukta 184,71 km², waarvan:
- agrarisch gebied: 31%
- bossen: 54%

De gemeente beslaat 10,47% van de totale oppervlakte van de powiat.

## Demografie
Stand op 30 juni 2004:
| Omschrijving                   | Totaal | Totaal | Vrouwen | Vrouwen | Mannen | Mannen |
| ------------------------------ | ------ | ------ | ------- | ------- | ------ | ------ |
| eenheid                        | aantal | %      | aantal  | %       | aantal | %      |
| inwoners                       | 4444   | 100    | 2202    | 49,5    | 2242   | 50,5   |
| bevolkingsdichtheid (inw./km²) | 24,1   | 24,1   | 11,9    | 11,9    | 12,1   | 12,1   |

In 2002 bedroeg het gemiddelde inkomen per inwoner 1654,39 zł.

## Aangrenzende gemeenten
Gietrzwałd, Jonkowo, Miłomłyn, Morąg, Ostróda, Świątki